# Теодорович, Пётр Христофорович
Пётр Христофорович Теодорович (рум. Petre Teodorovici; 18 мая 1950, Леово — 5 июля 1997, Кишинёв) — молдавский советский композитор-песенник, старший брат композитора Иона Теодоровича.

## Биография
Закончил Кишиневскую государственную консерваторию имени Гавриила Музическу, был учеником Евгения Доги. Композиторской деятельностью занимался с 1977 года.
В 1983 году стал сотрудничать с музыкальной группой Ecou. Теодорович писал для них песни, а музыканты группы делали аранжировки и записывали композиции для тех артистов, с которыми он параллельно работал. Песни Теодоровича исполняли такие известные артисты, как Ион Суручану, Мария Кодряну, Надежда Чепрага, Анастасия Лазарюк, София Ротару, Валерий Леонтьев, Николай Караченцов, Наталья Гундарева, Александр Михайлов и многие другие. Петре Теодорович открыл путь на большую сцену Филиппу Киркорову, был рядом с ним с начала его творческой карьеры, способствовал его становлению как артиста.
Скончался 5 июля 1997 года от сахарного диабета.

## Интересные факты
В нескольких интервью Филипп Киркоров охарактеризовал Петре Теодоровича как «большого артиста, харизматичную личность, человека, который мог протянуть руку помощи в любой момент и просто выдающегося человека».

## Избранные песни
- «Меланколие» (слова Григория Виеру) исполняет ВИА «Контемпоранул» (Ион Каранфил), София Ротару, Мария Кодряну, Надежда Чепрага
- «Зачем?» («Де че?») (слова Григория Виеру, русский текст Владимира Дагурова) исполняет Ион Суручану
- «Сеньорита Грация» (слова Григория Виеру, русский текст Владимира Дагурова) исполняет Ион Суручану, Валерий Леонтьев
- «Имя твоё (Кристина)» («Ирена, зеица печий») (слова Иона Хадыркэ, русский текст Анатолия Поперечного) исполняет Ион Суручану, Николай Караченцов
- «Римская полночь» (слова Николая Зиновьева) исполняет Александр Михайлов
- Аванте! (слова Николая Зиновьева) исполняет Надежда Чепрага